# Geboren um zu sterben
Geboren um zu sterben ist das fünfte Album des deutschen Rappers Alpa Gun. Es erschien am 29. August 2014 über das Label Major Movez.

## Titelliste
1. Intro – 1:06
2. Nie verstanden – 3:16
3. Alper Abi – 3:45
4. Neu Beginn – 3:37
5. Es war nicht immer so – 3:12
6. Geboren um zu Sterben – 3:32
7. Nicht zu spät (feat. Mehrzad Marashi) – 3:25
8. Ich und meine Glatze – 2:57
9. Für dich Vater – 3:18
10. Wer bist du lan – 2:35
11. Macho Türke (feat. Mustafa Alin) – 3:17
12. Geht dich nichts an – 3:17
13. Vorbei – 3:41
14. Schlampe (feat. Isi) – 3:40
15. Hab Geduld (feat. Yasha) – 3:51
16. Lass ma (feat. Du Maroc und Kurdo) – 3:47
17. Aufstand (feat. Nate57) – 3:07
18. Al/Pa II (feat. PA Sports) (Bonustrack der iTunes-Version) – 2:37
19. Outro – 0:22

## Rezeption

### Charts
Geboren um zu sterben stieg auf Platz 7 der deutschen Album-Charts ein. Es konnte sich zwei Wochen in den Charts halten. Mit Platz 7 in der Schweiz und Platz 17 in Österreich war das Album auch in den Charts des deutschsprachigen Auslands vertreten.

### Kritik
Mark Staiger bewertete Geboren um zu sterben für die Internetseite Rap.de. Laut ihm vermittele die Veröffentlichung den Eindruck, „sich sicherlich mit den vorangegangenen Alben [Alpa Guns] messen“ lassen zu können. Da Alpa Guns Alben „schon immer sehr stark themenorientiert“ und „vor allem ein Abbild seiner aktuellen Gedanken- und Gefühlswelt“ gewesen seien, wirke sich etwa aus, dass er nun zweifacher Vater sei. So befasse er sich vor allem mit dem „Entstehen von Leben- und der sicheren Erkenntnis der Vergänglichkeit dessen, sowie der Frage, wie man der Zeit dazwischen, dem Geschenk des Lebens, gerecht werden“ könne. Daneben sind jedoch auch „Representer-Tracks“ wie Alper Abi enthalten. Das Stück Ich und meine Glatze lebe von Guns „Humor und Fähigkeit zur Selbstironie.“ Gemeinsam mit Nate57 verweise er in Aufstand „auf die Unruhen der letzten Zeit auf den Straßen von Städten wie Paris, London oder anderen Punkten der Welt.“ Während die Gastbeiträge von PA Sports und Yasha positiv hervorgehoben werden, wirke Murat Alin „etwas deplatziert“ und unterlaufe das „Niveau des Albums.“